# Hong Kong Open 1987
L'Hong Kong Open 1987 è stato un torneo di tennis giocato sul cemento. È stata la 14ª edizione dell'Hong Kong Open che fa del Nabisco Grand Prix 1987. Si è giocato a Hong Kong dal 26 ottobre al 1º novembre 1987.

## Campioni

### Singolare
Eliot Teltscher ha battuto in finale  John Fitzgerald con il punteggio di 6–7, 3–6, 6–1, 6–2, 7–5

### Doppio
Mark Kratzmann /  Jim Pugh hanno battuto in finale  Marty Davis /  Brad Drewett con il punteggio di 6–7, 6–4, 6–2